# Жирафа сітчаста
Жира́фа сітча́ста, або жира́фа сомалі́йська (Giraffa reticulata) — парнокопитна тварина родини Жирафових. Раніше цей таксон мав статус підвиду північної жирафи (Giraffa camelopardalis), але новіші дослідження виділяють його в окремий вид.
Сітчаста жирафа поширена у Сомалі, південній Ефіопії та північній Кенії. За оцінками, у дикій природі живе близько 8660 особин цього виду.

## Опис
Сітчаста жирафа має великі коричневі плями на білому тлі. Їхнє розташування створює сітку, від якої цей вид отримав назву. Від задньої частини голови до майже середини хребта проходить коротка грива. Ноги довгі, передні довші за задні. Характерною особливістю є також довгий чорний язик, який використовується, щоб зривати листя дерев. Сітчаста жирафа, як і інші види жираф, має м'язові ніздрі, які може закрити, щоб захистити носову порожнину від піщаних бур і мурах.
На верхівці голови сітчасті жирафи мають два роги, покриті шкірою. Самці використовують їх для боротьби між собою у шлюбний сезон.

## Соціальна поведінка
Сітчасті жирафи — стадні тварини, однак, їхні стада відкриті, через що їхній склад постійно змінюється. Єдиним міцним соціальним зв'язком є зв'язок між матір'ю та дитинчам. Як і інші види жираф, сітчасті жирафи не видають звуків голосом, тому що у них немає голосових зв'язок. Вони, однак, видають кашель під час парування. Сітчасті жирафи полігамні.

### Вороги
Дорослі особини не мають природних ворогів, окрім людини. Молоді тварини уразливі для атак левів, гієн, леопардів та диких собак. Жирафи спроможні ударити ратицями досить сильно, аби переламати кістки леву чи гієні.

## В неволі

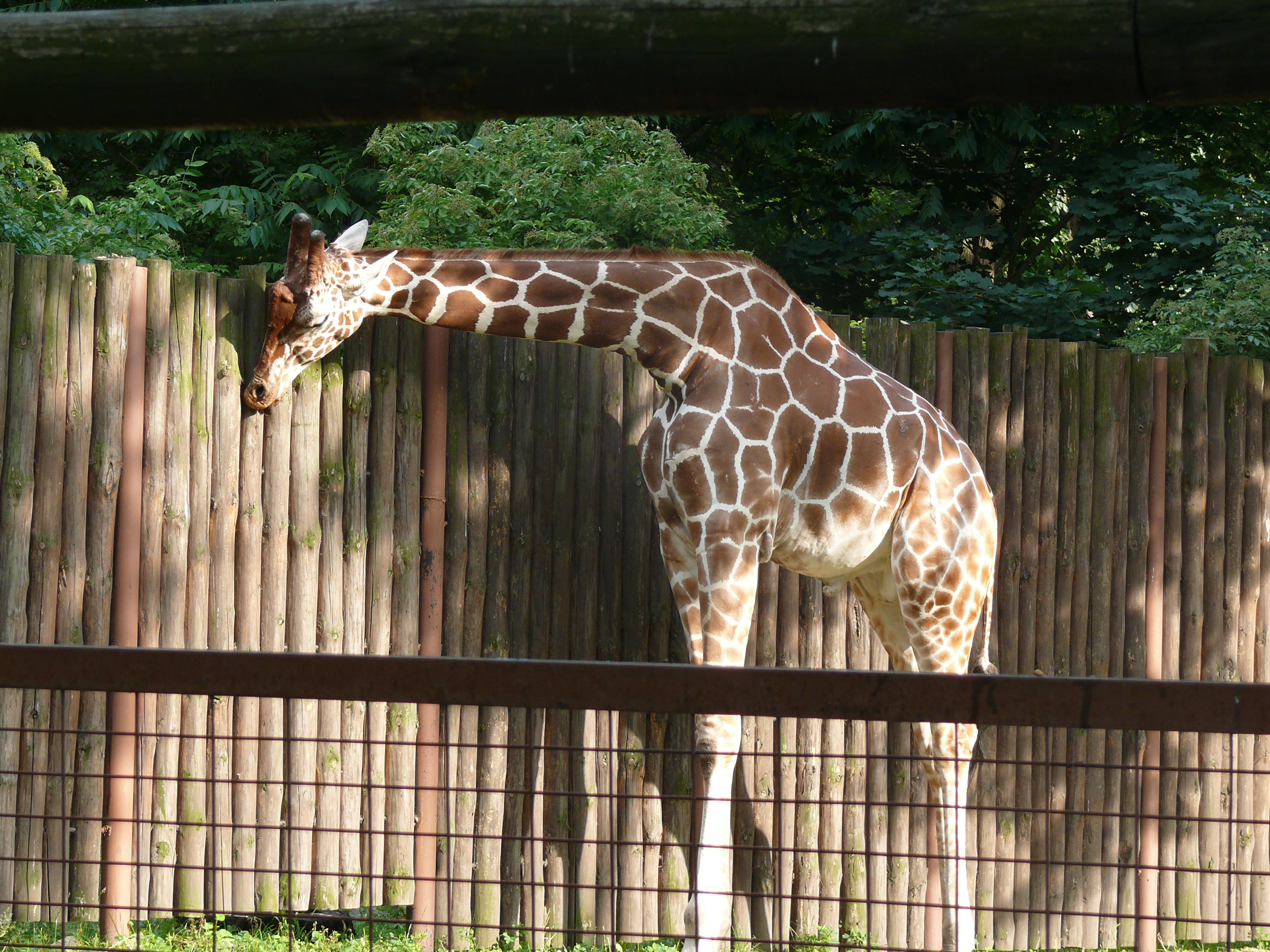
Жирафа сітчаста у Київському зоопарку
2009

У зоопарках перебувають близько 450 особин цього підвиду. Разом із Жирафою Ротшильда сітчаста жирафа є найпоширенішим видом цього роду у зоопарках.